# Massoniinae
Sous-tribu
Synonymes
- Lachenaliinae   U.Müll.-Doblies & D.Müll.-Doblies,   1997.
- Ledebouriinae  U.Müll.-Doblies & D.Müll.-Doblies,    1997.

Les Massoniinae sont une sous-tribu de plantes à fleurs de la tribu des Hyacintheae, dans la famille des Asparagaceae.

## Classification
- famille des Asparagaceae
  - sous-famille des Scilloideae
    - tribu des Hyacintheae
      - sous-tribu des Massoniinae [1]

## Genres
- Daubenya
- Drimiopsis
- Eucomis
- Lachenalia
- Ledebouria
- Massonia
- Merwilla
- Resnova
- Schizocarphus
- Spetaea
- Veltheimia[2]